# Хофланд, Морено
Морено Хофланд (нидерл. Moreno Hofland; род. 31 августа 1991, Розендал, Нидерланды) — нидерландский профессиональный шоссейный велогонщик, выступающий с 2019 года за команду мирового тура «EF Pro Cycling». 

## Достижения
2011
1-й — Этап 1 Тур де л'Авенир
1-й — Этап 2 и 4 Крейз Брейз Элит
2012
1-й  Чемпионат Нидерландов U23 в групповой гонке
1-й — Этап 2 Тур де л'Авенир
1-й — Этап 4 Крейз Брейз Элит
2013
1-й  Тур Хайнаня
1-й  Очковая классификация
1-й — Этапы 1, 6 и 8
2014
1-й Вольта Лимбург Классик
1-й — Этап 2 Париж — Ницца
1-й — Этап 4 Вуэльта Андалусии
1-й — Этап 1 Тур Хайнаня
1-й — Этап 1 Тур Юты
2-й Кюрне — Брюссель — Кюрне
2015
1-й — Этап 2 Тур Йоркшира
3-й Стер ЗЛМ Тур
1-й — Этап 3
9-й Лондон — Суррей Классик
2016
3-й Натионале Слёйтингспрейс
2017
1-й Фаменн Арденн Классик
3-й  Чемпионат Европы в групповой гонке
1-й Арнем — Венендал Классик

## Статистика выступлений

### Гранд-туры
| Гонка           | 2014 | 2015 | 2016 | 2017 |
| --------------- | ---- | ---- | ---- | ---- |
| Джиро д'Италия  | —    | 136  | НФ   | 139  |
| Тур де Франс    | —    | —    | —    | —    |
| Вуэльта Испании | НФ   | —    | —    | —    |

| —  | Не участвовал  |
| НФ | Не финишировал |